# Dysderina globosa
Dysderina globosa är en spindelart som först beskrevs av Eugen von Keyserling 1877.  Dysderina globosa ingår i släktet Dysderina och familjen dansspindlar. Inga underarter finns listade i Catalogue of Life.